# Акерли (Тексас)
Акерли (енгл. Ackerly) град је у америчкој савезној држави Тексас. По попису становништва из 2010. у њему је живело 220 становника.

## Демографија
Према попису становништва из 2010. у граду је живело 220 становника, што је 25 (10,2%) становника мање него 2000. године.
| Група             | 2000.       | 2010.       |
| Белци             | 125 (51,0%) | 109 (49,5%) |
| Афроамериканци    | 0 (0,0%)    | 0 (0,0%)    |
| Азијати           | 0 (0,0%)    | 0 (0,0%)    |
| Хиспаноамериканци | 120 (49,0%) | 108 (49,1%) |
| Укупно            | 245         | 220         |